# Охотники-собиратели

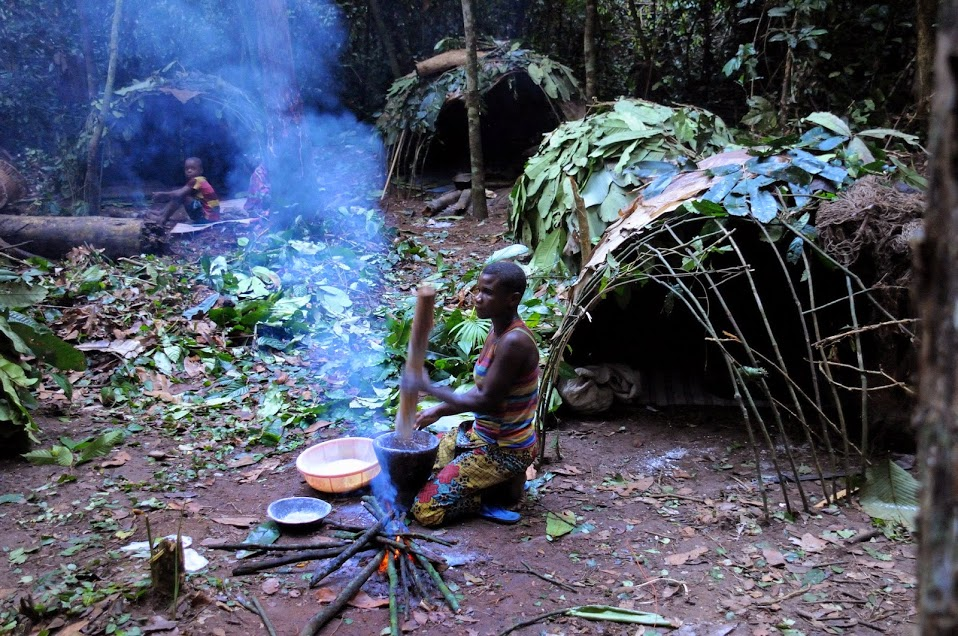
Пигмеи в лесу Санга

Охо́тники-собира́тели — люди, добывающие пропитание охотой на животных, рыболовством и собирательством. В отличие от оседлых аграрных сообществ, полагающихся на воспроизводство культурных растений и одомашненных животных, охотники-собиратели добывают пищу в дикой природе.

## Археологические свидетельства

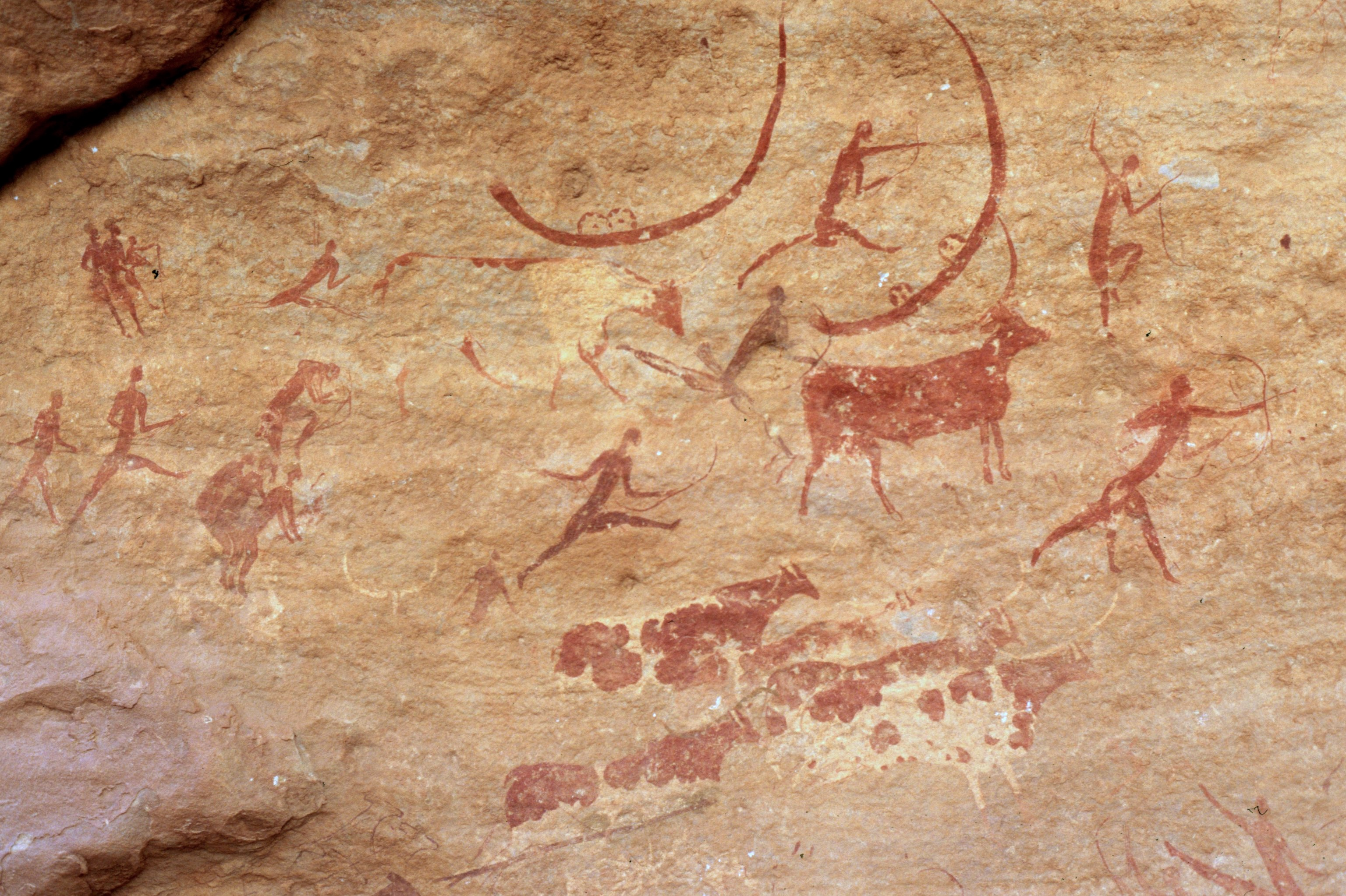
Наскальная живопись в Тассилин-Аджер в алжирской Сахаре

Охота и собирательство, по-видимому, были стратегией жизнеобеспечения, использовавшейся человеческими обществами примерно 1,8 миллиона лет назад — Homo erectus и Homo sapiens с момента своего появления около 200 000 лет назад. Он оставался единственным способом существования до конца периода мезолита около 10 000 лет назад, и после этого был заменен лишь постепенно с распространением неолитической революции. Доисторические охотники-собиратели жили группами, состоявшими из нескольких семей в несколько десятков человек.
В 1970-х годах Льюис Бинфорд предположил, что древние люди добывали пищу за счёт сбора уже умерших животных, а не охоты. Однако более поздние исследования показали, что древние люди, начиная с неандертальцев, падалью не питались, так как не были к этому приспособлены, а могли употреблять в пищу только свежую добычу, предпочитая коллективную охоту на крупных животных, которые давали больше мяса. Также по возможности они добывали мелких животных и рыбу, собирали морепродукты, съедобные дикоросы. Возможно, древние люди могли отбирать свежеубитую добычу у крупных хищников, следуя за ними. Археологические и генетические данные свидетельствуют о том, что исходные популяции палеолитических охотников-собирателей выжили в редколесных районах и рассеялись по районам с высокой первичной продуктивностью, избегая при этом густого лесного покрова.
Согласно гипотезе бега на выносливость, бег на длинные дистанции, как и настойчивая охота, метод, все ещё практикуемый некоторыми группами охотников-собирателей в наше время, вероятно, был движущей силой эволюции, ведущей к развитию определённых человеческих характеристик.

Охотники-собиратели (желтые) 4000 лет назад.

Начиная с перехода от среднего к верхнему палеолиту, около 80 000-70 000 лет назад, некоторые группы охотников-собирателей начали специализироваться, концентрируясь на охоте на меньшую (часто более крупную) дичь и сбор меньшего количества пищи. Эта специализация также включала создание специальных инструментов — таких, как рыболовные сети, крючки и костяные гарпуны. Переход в последующий период неолита в основном определяется беспрецедентным развитием зарождающихся методов ведения сельского хозяйства. Земледелие зародилось ещё 12 000 лет назад на Ближнем Востоке, а также независимо возникло во многих других областях, включая Юго-Восточную Азию, части Африки, Мезоамерику и Анды.
Лесное садоводство также использовалось в качестве системы производства продуктов питания в различных частях мира. Лесные сады возникли в доисторические времена вдоль поросших джунглями берегов рек и во влажных предгорьях муссонных регионов. В процессе постепенного улучшения семьями своего непосредственного окружения были выявлены, защищены и улучшены полезные виды деревьев и виноградных лоз, а нежелательные виды были устранены. В конце концов лучшие интродуцированные виды были отобраны и включены в сады.

Глобальная карта, иллюстрирующая упадок собирательства/рыбалки/охоты по всему миру.

Многие группы продолжали свой образ жизни охотников-собирателей, хотя их численность постоянно сокращалась, отчасти в результате давления со стороны растущих сельскохозяйственных и скотоводческих общин. Многие из них проживают в развивающихся странах — в засушливых регионах либо в тропических лесах. Территории, которые раньше были доступны для охотников-собирателей, были и продолжают захватываться поселениями земледельцев. В результате конкуренции за землепользование общества охотников-собирателей либо переняли эту практику, либо перебрались в труднодоступные районы. Джаред Даймонд обвинил человеческое сообщество в снижении доступности диких продуктов, особенно ресурсов животного происхождения. Согласно Даймонду, в Северной и Южной Америке, например, большинство крупных видов млекопитающих вымерло к концу плейстоцена из-за чрезмерной эксплуатации людьми. Он предположил, что это может быть одним из нескольких объяснений, предложенных для четвертичного вымирания.
По мере увеличения числа и размера сельскохозяйственных обществ, они расширялись за счёт земель, традиционно используемых охотниками-собирателями. Этот процесс расширения за счёт сельского хозяйства привел к развитию первых форм правления в сельскохозяйственных центрах, таких как Плодородный Полумесяц, Древняя Индия, Древний Китай, Ольмеки, страны Африки к югу от Сахары и Норте-Чико.
В результате почти повсеместной зависимости человечества от сельского хозяйства, немногие современные культуры охотников-собирателей живут в районах, непригодных для сельскохозяйственного использования.
Археологи для отслеживания деятельности охотников-собирателей могут считать доказательством использование каменных орудий, включая мобильность. Этноботаника — область исследований, которая документирует пищевые растения различных народов и племён по всему миру.

## Общие характеристики

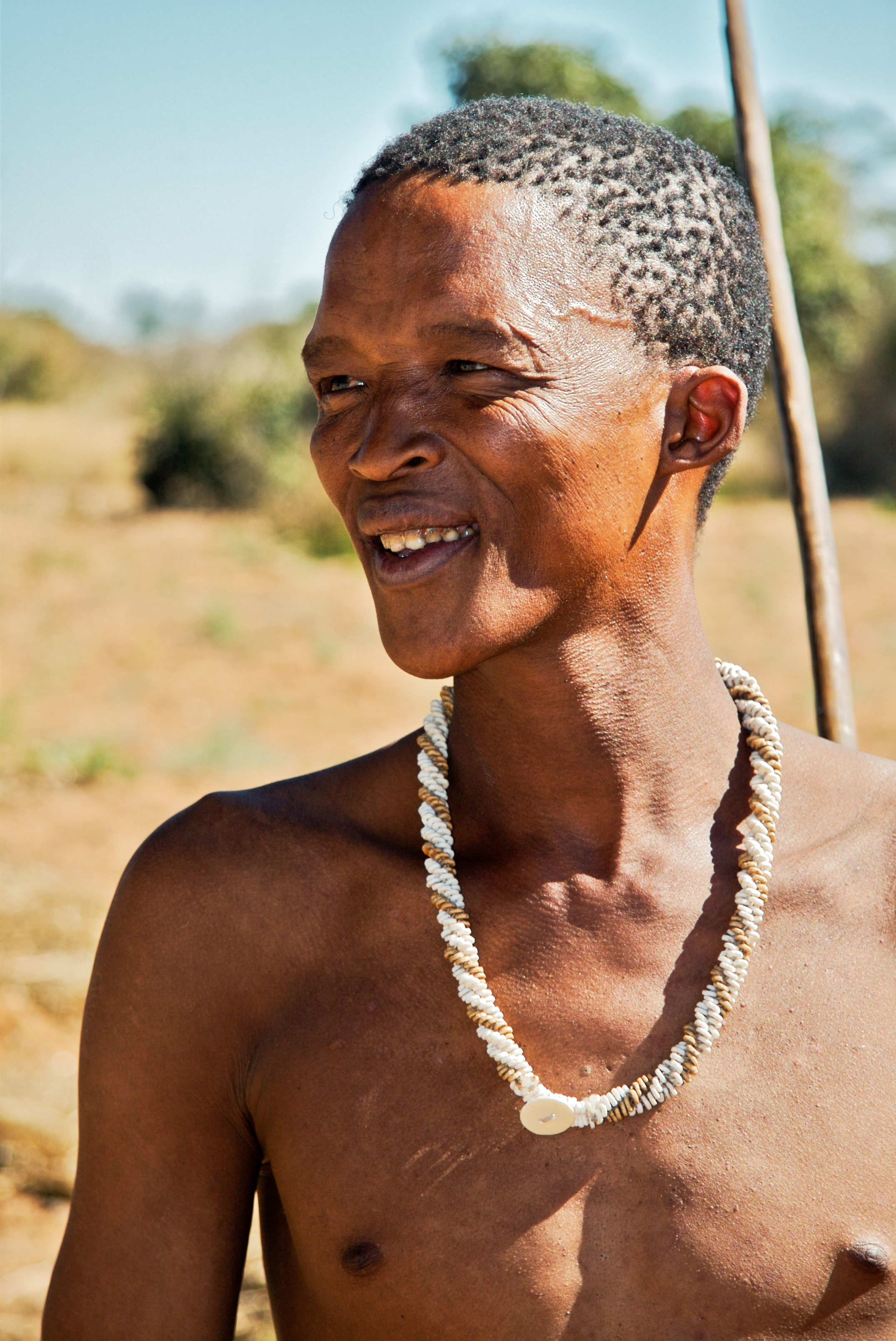
Бушмен из Намибии. Многие бушмены до сих пор живут как охотники-собиратели

### Историческая динамика
Охота и собирательство были первоначальной и наиболее устойчивой успешной конкурентной адаптацией человечества в мире природы, занимая по времени не менее 90 процентов в истории человечества. После изобретения сельского хозяйства, особенно орудий производства продуктов, не изменившие образ жизни охотники-собиратели были вытеснены или завоёваны земледельческими или скотоводческими группами в большинстве частей мира.
Ситуация кардинально изменилась после так называемой неолитической революции, в результате которой в распоряжении людей оказываются эффективные искусственные средства расширения их экологической ниши (переход к возделыванию сельхозкультур, скотоводство).
С развитием земледелия оседлые группы населения повсеместно вытесняли охотников-собирателей. Это объясняется тем, что земледельцы размножались быстрее, чем кочевые охотники-собиратели.
Лишь несколько современных обществ неконтактных людей все ещё классифицируются как охотники-собиратели, многие из них дополняют свою деятельность по добыче пищи садоводством или скотоводством.

### Среда обитания и население
Большинство охотников-собирателей ведут кочевой или полукочевой образ жизни и живут во временных поселениях. Мобильные сообщества обычно строят убежища из недолговечных строительных материалов или могут использовать укрытия из естественных камней, если они доступны.
Общество охотников и собирателей характеризуется присваивающей экономикой (присваивающее хозяйство) и высокой кочевой мобильностью; при этом биологическая продуктивность охотничьих ресурсов, необходимая для воспроизводства людей, существенно не расширяется, так как отсутствуют эффективные искусственные средства её расширения и воспроизводства.
Для общества, в котором основными занятиями являются охота и собирательство, характерна очень небольшая плотность населения (как правило, заметно меньше 1 человека на 1 км²), небольшие размеры общин (как правило, 20-30 человек), незначительная социальная дифференциация. По последнему показателю охотничье-собирательские общества демонстрируют между собой значительные отличия. Так для австралийских аборигенов было характерно ярко выраженное неравенство мужчин и женщин; такие охотничье-собирательские общества называют «неэгалитарными». С другой стороны, для охотников-собирателей Африки (пигмеев, бушменов, хадза) характерно достаточно определённое равенство всех членов общины; в этом случае принято говорить об «эгалитарных» охотничье-собирательских обществах.
По мнению В. М. Массона, в целом для присваивающей экономики плотность населения оценивается в среднем в 5 — 7 человек на 100 км². По данным Якова Файтельсона при охоте и собирательстве семье из 10 человек для самостоятельного обеспечения нужно 5,6 км². Плотность населения охотников-собирателей напрямую зависит от количества охотничьих ресурсов. Например, основанная на охоте, рыболовстве и собирательстве экономика обеспечивала плотность населения в 1 человек на 2,5 км². среди индейцев Калифорнии до европейской колонизации. Напротив, среди эскимосов — охотников на карибу, плотность населения составляла 1 человек на 312 км². При охоте и собирательстве в пустынях Центральной Австралии для обеспечения жизни 1 человека необходимо до 200 мл² территории, по подсчетам М. Меггитта в племени валбири в XIX веке плотность населения составляла 1 человек на 90 км²., в племени аранда 1 человек на 32,4 км²., а у озера Маккэй в центральной Австралии 1 человек на 415 км². При этом на берегах больших рек плотность населения составляла 1 человек на 7,8 км² и 3-4 человека на 2-2,5 км реки, а на морских побережьях — 2-5 человек на 1 км².
Большинство этнографически описанных охотничье-собирательских обществ было представлено бродячими экстенсивными охотниками-собирателями. Заметные отличия от них демонстрируют интенсивные специализированные охотники-собиратели (классическим примером здесь служат индейцы Северо-Западного побережья Северной Америки), которые могут характеризоваться оседлостью, относительной высокой плотностью населения (более 1 чел. на км²), значительными размерами общин (порядка нескольких сот человек), выраженным социально-экономическим неравенством, относительно развитым политическим лидерством.
Некоторые культуры охотников-собирателей, такие как коренные народы северо-западного побережья Тихого океана и йокуты, жили в особенно богатой среде, которая позволяла им вести оседлый или полуоседлый образ жизни. Одним из самых ранних примеров постоянных поселений является осиповская культура (14-10,3 тыс. лет назад), которая жила в богатой рыбой среде, что позволяло им оставаться на одном и том же месте круглый год. Одна группа, чумаши, имела самую высокую зарегистрированную плотность населения среди всех известных обществ охотников и собирателей, по оценкам, 21,6 человека на мл² и имели от 20 тысяч до 30 тысяч человек в начале XVI века, которые населяли от 75 до 100 постоянных деревень на берегах рек или океана с численностью жителей в мелких населенных пунктах от нескольких домов на одну семью от 30 человек и до более тысячи человек в крупных населенных пунктах. Жившие рыбной ловлей индейцы-тлинкиты имели постоянные зимние поселения, самое маленькое из которых насчитывало 4 или 5 домов с населением меньше ста человек, а самое крупное до 25 домов с около тысячи жителей (Джон Суонтон описывает поселение из 36 домов в Ситке, но это поселение появилось уже при европейцах в результате слияния групп из разных племен и было нетипичным). Такие общества возникали только в местах с особо богатыми природными ресурсами и имели выраженные пределы для своего развития, так как не обладали эффективными средствами расширения своей ресурсной базы.

### Социально-экономическая структура

Бушмен, изготовляющий ядовитые стрелы

Охотники-собиратели, как правило, придерживаются эгалитарного социального этоса, хотя оседлые охотники-собиратели (например, населяющие северо-западное побережье Северной Америки) являются исключением из этого правила. Например, у бушменов (сан) на юге Африки есть социальные обычаи, которые категорически препятствуют накоплению и проявлению власти и поощряют экономическое равенство через разделение продуктов питания и материальных благ. Карл Маркс определил эту социально-экономическую систему как первобытный коммунизм[страница не указана 932 дня].

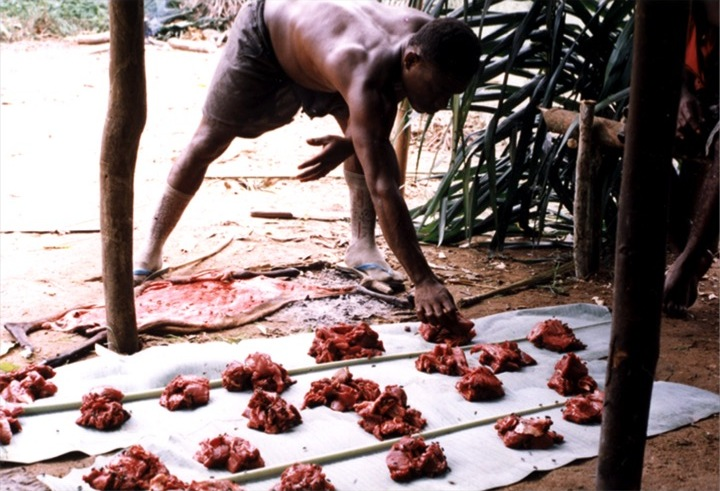
Разделение мяса Мбенджеле

Эгалитаризм, типичный для людей-охотников и собирателей, никогда не бывает тотальным, но поразителен, если рассматривать его в эволюционном контексте. Один из двух ближайших родственников приматов человечества, шимпанзе, совсем не равноправен, образуя иерархию, в которой часто доминирует альфа-самец. Контраст с человеческими охотниками-собирателями настолько велик, что палеоантропологи широко утверждают, что сопротивление подчинению было ключевым фактором, движущим эволюционным появлением человеческого сознания, языка, родства и социальной организации.
Большинство антропологов считают, что у охотников-собирателей нет постоянных лидеров; вместо этого человек, проявляющий инициативу в любой момент времени, зависит от выполняемой задачи[страница не указана 932 дня].
Внутри определённого племени или народа охотники-собиратели связаны как родственными связями, так и принадлежностью к группе (месту жительства/домашней группе). Постбрачное проживание среди охотников-собирателей имеет тенденцию быть матрилокальным, по крайней мере первоначально. Молодые матери могут получать помощь по уходу за ребёнком от своих матерей, которые продолжают жить поблизости в том же лагере. Системы родства и происхождения среди людей-охотников-собирателей были относительно гибкими, хотя есть свидетельства того, что раннее человеческое родство в целом имело тенденцию быть матрилинейным.
Принято считать, что большую часть собирательства занимали женщины, а мужчины занимались охотой на крупную дичь. Иллюстративным отчётом является исследование Меган Бизеле южноафриканского племени Ju/'hoan «Женщины любят мясо»[страница не указана 932 дня]. Недавнее исследование предполагает, что разделение труда по половому признаку было фундаментальной организационной инновацией, которая дала Homo sapiens преимущество над неандертальцами, позволив нашим предкам мигрировать из Африки и расселиться по земному шару.
Эта точка зрения была оспорена антропологами-феминистками в 1970-х годах, которые указали, что в антропологии исторически чрезмерное внимание уделялось мужчинам. Стереотип «мужчина-охотник, женщина-собиратель» мог описывать обычное разделение труда, но мужчины в обществах охотников-собирателей по-прежнему помогают в сборе, особенно когда женщины устали или больны, или охота не увенчалась успехом. Женщины охотились с различным оружием, собаками или духовыми трубками и отравленными дротиками. Женщины тоже могли ловить животных, используя сети или корзины для поимки крабов и рыбы.
Исследование 1986 года показало, что у большинства охотников-собирателей существует символически структурированное разделение труда по половому признаку[страница не указана 932 дня]. Однако верно то, что в незначительном меньшинстве случаев женщины охотились на ту же добычу, что и мужчины, иногда делая это вместе с мужчинами. Среди народа Ju'/hoansi в Намибии женщины помогают мужчинам выслеживать добычу в загонной охоте. В австралийском Martu и женщины, и мужчины участвуют в охоте, но с разным стилем гендерного разделения; в то время как мужчины готовы пойти на больший риск, охотясь на более крупных животных, таких, как кенгуру, ради политической выгоды в качестве формы «конкурентного великодушия», женщины нацеливаются на более мелкую дичь, такую, как ящерицы, чтобы прокормить своих детей и поддерживать рабочие отношения с другими женщинами, предпочитая более постоянную работу по снабжению пропитанием.
Археологические находки свидетельствуют, что в древности охотой женщины занимались наравне с мужчинами. В погребениях эпохи охотников-собирателей на американских континентах среди похороненных с охотничьим оружием людей от 30 % до 50 % — женщины (в разных погребениях), что опровергает современный миф о мужчине-охотнике и женщине-собирательнице.
Останки 9000-летней женщины-охотницы вместе с набором снарядов и орудиями для обработки животных были обнаружены на андском участке Wilamaya Patjxa, округ Puno в Перу.

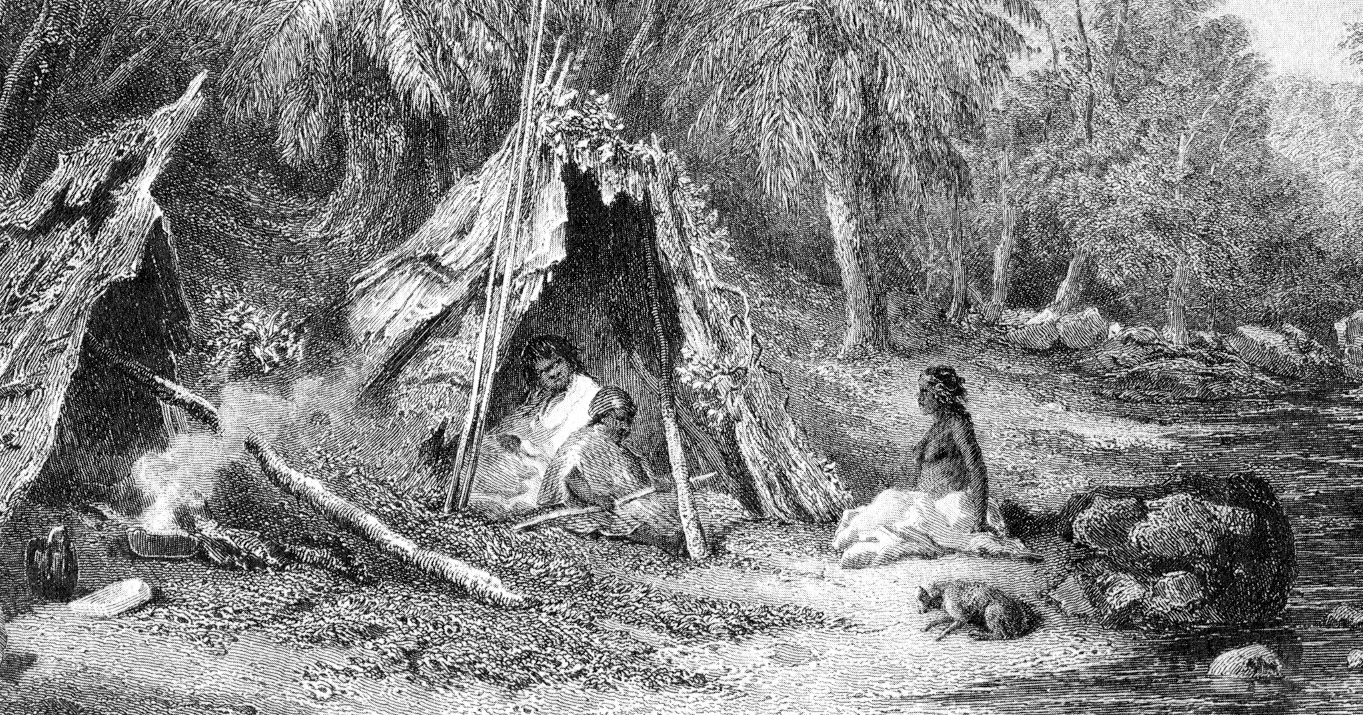
Гравюра XIX века с изображением лагеря коренных австралийцев.

На конференции «Человек-охотник» 1966 года антропологи Ричард Боршей Ли и Ирвен ДеВор предположили, что эгалитаризм был одной из нескольких центральных характеристик кочевых охотничьих и собирательских обществ, поскольку мобильность требует минимизации материальных владений среди населения. Следовательно, никакой излишек ресурсов не может быть накоплен ни одним членом. Другими характеристиками, предложенными Ли и ДеВор, были изменчивые территориальные границы, а также демографический состав.
На той же конференции Маршалл Сахлинз представил доклад под названием «Заметки об изначальном обществе изобилия», в котором он бросил вызов популярному мнению о жизни охотников-собирателей как об «одинокой, бедной, отвратительной, жестокой и короткой», как говорил Томас Гоббс в 1651 году. Согласно Салинсу, этнографические данные показали, что охотники-собиратели работали гораздо меньше часов и имели больше свободного времени, чем типичные члены индустриального общества, и при этом они хорошо питались. Их «богатство» исходило из представления о том, что они довольствуются очень немногим в материальном смысле. Позже, в 1996 году, Росс Сакетт провел два различных метаанализа, чтобы эмпирически проверить точку зрения Салина. В первом из этих исследований было рассмотрено 102 исследования распределения времени, а во втором — 207 исследований затрат энергии. Сакетт обнаружил, что взрослые в сообществах собирателей и садоводов работают в среднем около 6,5 часов в день, тогда как люди в сельскохозяйственных и промышленных обществах работают в среднем 8,8 часов в день.
Исследователи Гурвен и Каплан подсчитали, что около 57 % охотников-собирателей достигают возраста 15 лет. Из тех, кто достигает 15-летнего возраста, 64 % продолжают доживать до 45 лет или старше. Таким образом, ожидаемая продолжительность жизни составляет от 21 до 37 лет. Далее они подсчитали, что 70 % смертей происходят из-за болезней того или иного рода, 20 % смертей происходят из-за насилия или несчастных случаев и 10 % из-за дегенеративных заболеваний.
Взаимный обмен и совместное использование ресурсов (например, мяса, полученного в результате охоты) важны в экономических системах обществ охотников-собирателей. Таким образом, эти общества можно охарактеризовать как основанные на «экономике дарения».
В документе 2010 года утверждалось, что, хотя у охотников-собирателей может быть более низкий уровень неравенства, чем в современных индустриальных обществах, это не означает, что неравенства не существует. Исследователи подсчитали, что средний коэффициент Джини среди охотников-собирателей составлял 0,25, что эквивалентно Дании в 2007 году. Более богатые члены сообщества с большей вероятностью имели таких же богатых детей, как и они, чем более бедные члены их сообщества. Действительно, общества охотников-собирателей демонстрируют понимание социальной стратификации, хотя исследователи согласились с тем, что охотники-собиратели были более эгалитарными, чем современные общества.
Это исследование, однако, изучало исключительно современные сообщества охотников-собирателей, предлагая ограниченное представление о точной природе социальных структур, существовавших до неолитической революции. Ален Тестар и другие говорят, что антропологи должны быть осторожны при использовании исследований нынешних обществ охотников-собирателей для определения структуры обществ в эпоху палеолита, подчёркивая межкультурные влияния, прогресс и развитие, которые такие общества претерпели за последние 10 000 лет. Таким образом, объединённые антропологические и археологические данные на сегодняшний день продолжают поддерживать предыдущее понимание ранних охотников-собирателей как в значительной степени эгалитарных.

### Изменчивость

Пара из саванны Пуме во время охоты и собирательства на льяносе в Венесуэле. Мужчина носит лук, три стрелы со стальными наконечниками и шляпу, напоминающую голову аиста джабиру, в качестве маскировки, чтобы подойти достаточно близко к оленям для выстрела. Женщина несет палку-копалку со стальным наконечником и корзину для сбора дикорастущих клубней.

Общества охотников-собирателей проявляют значительную изменчивость в зависимости от климатической зоны/зоны жизни, доступных технологий и социальной структуры. Археологи изучают наборы инструментов охотников-собирателей, чтобы измерить изменчивость среди разных групп. Коллард и др. (2005) обнаружили, что температура является единственным статистически значимым фактором, влияющим на набор инструментов охотников-собирателей.. Используя температуру в качестве косвенного показателя риска, исследования Колларда и других показывают, что среда с экстремальными температурами представляет угрозу для систем охотников-собирателей, достаточно серьёзную, чтобы оправдать повышенную изменчивость инструментов. Эти результаты подтверждают теорию Торренса (1989) о том, что риск неудачи действительно является наиболее важным фактором, определяющим структуру инструментов охотников-собирателей.
Один из способов разделить группы охотников-собирателей — по их системам возврата. Джеймс Вудберн использует категории «немедленное возвращение» охотников-собирателей для эгалитаризма и «отсроченное возвращение» для неэгалитаризма. Немедленно возвращающиеся собиратели потребляют свою пищу в течение дня или двух после того, как добыли её. Собиратели с отсроченным возвращением хранят излишки пищи.
Охота-собирательство было обычным способом существования людей на протяжении всего палеолита, но наблюдение за современными охотниками и собирателями не обязательно отражает палеолитические общества; изученные сегодня культуры охотников-собирателей имели тесные контакты с современной цивилизацией и не представляют собой «первозданные» условия, характерные для народов, не контактировавших с ними.
Переход от охоты и собирательства к земледелию не обязательно является односторонним процессом. Утверждалось, что охота и собирательство представляют собой адаптивную стратегию, которую все ещё можно использовать, если это необходимо, когда изменение окружающей среды вызывает у земледельцев сильный пищевой стресс. На самом деле, иногда бывает трудно провести четкую грань между земледельческим обществом и обществом охотников-собирателей, особенно с учётом повсеместного распространения земледелия и, как следствие, культурного распространения, которое произошло за последние 10 000 лет.
В настоящее время некоторые ученые говорят о существовании в культурной эволюции так называемых смешанных экономик или двойных экономик, предполагающих сочетание добывания пищи (собирательства и охоты) и производства продуктов питания или когда собиратели имеют торговые отношения с земледельцами.

### Америка
Имеющиеся данные свидетельствуют о том, что собиратели-охотники за крупными животными пересекли Берингов пролив из Азии (Евразии) в Северную Америку по сухопутному мосту (Берингии), существовавшему между 47 000 и 14 000 лет назад. Около 18 500-15 500 лет назад эти охотники-собиратели, как полагают, следовали за стадами ныне вымершей плейстоценовой мегафауны вдоль свободных ото льда коридоров, которые простирались между Лаврентийским ледяным щитом и Кордильерским ледяным щитом. Другой предложенный маршрут заключается в том, что либо пешком, либо на примитивных лодках они мигрировали вдоль побережья Тихого океана в Южную Америку.

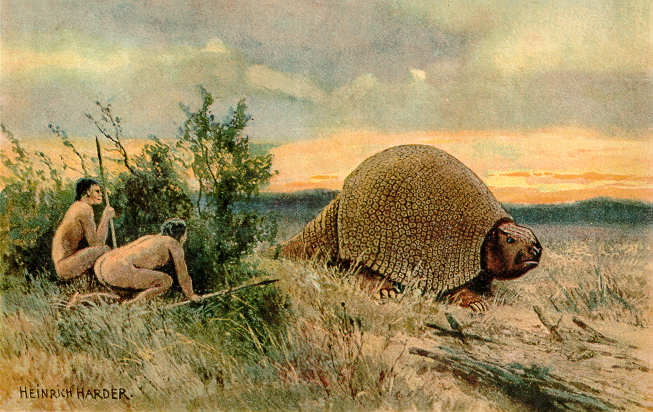
Иллюстрация палеоиндейцев, охотящихся на глиптодона

Охотники-собиратели в конечном итоге процветали по всей Америке, в основном базируясь на Великих равнинах Соединенных Штатов и Канады, с ответвлениями на восток до полуострова Гаспе на атлантическом побережье и на юг до Чили, Монте-Верде. Американские охотники-собиратели были разбросаны по обширной географической территории, поэтому в образе жизни существовали региональные различия. Тем не менее, все отдельные группы имели общий стиль изготовления каменных орудий, что позволяло идентифицировать стили вырубки каменных орудий и их прогресс. Эта технология раннего палеоиндийского периода каменной редукции была обнаружены в Северной и Южной Америке и использовалась очень мобильными группами, состоящими примерно из 25-50 членов большой семьи.
В архаический период, в Америке произошли изменения окружающей среды с более теплым и засушливым климатом и исчезновение последней мегафауны. Большинство групп населения в это время все ещё были очень мобильными охотниками-собирателями. Однако отдельные группы начали сосредотачиваться на ресурсах, доступных им на местном уровне, и, таким образом, археологи определили модель растущего регионального обобщения, как это видно на примере традиций Юго -Запада, Арктики, Поверти-Пойнт, Дальтона и Плано. Эти региональные адаптации станут нормой, меньше полагаясь на охоту и собирательство, с более смешанной экономикой мелкой дичи, рыбы, сезонных дикорастущих овощей и собранных растительных продуктов.
Такие ученые, как Кэт Андерсон, предположили, что термин «охотник-собиратель» является редуктивным, поскольку подразумевает, что коренные американцы никогда не оставались на одном месте достаточно долго, чтобы влиять на окружающую их среду. Тем не менее, многие из ландшафтов в Америке сегодня связаны с тем, как коренные жители этой области изначально ухаживали за землей. Андерсон специально рассматривает коренных жителей Калифорнии и методы, которые они использовали, чтобы адаптировать свою землю. Некоторые из этих методов включали обрезку, прополку, посев, сжигание и выборочный сбор урожая. Эти методы позволили им получать из окружающей среды устойчивые результаты на протяжении веков.
Калифорнийские индейцы негативно относятся к идее дикой природы. Они считают, что дикая природа является результатом того, что люди теряют свои знания о мире природы и о том, как заботиться о ней. Когда земля снова превратится в пустыню после потери связи с людьми, тогда растения и животные отступят и спрячутся от людей.

### Современные и ревизионистские взгляды

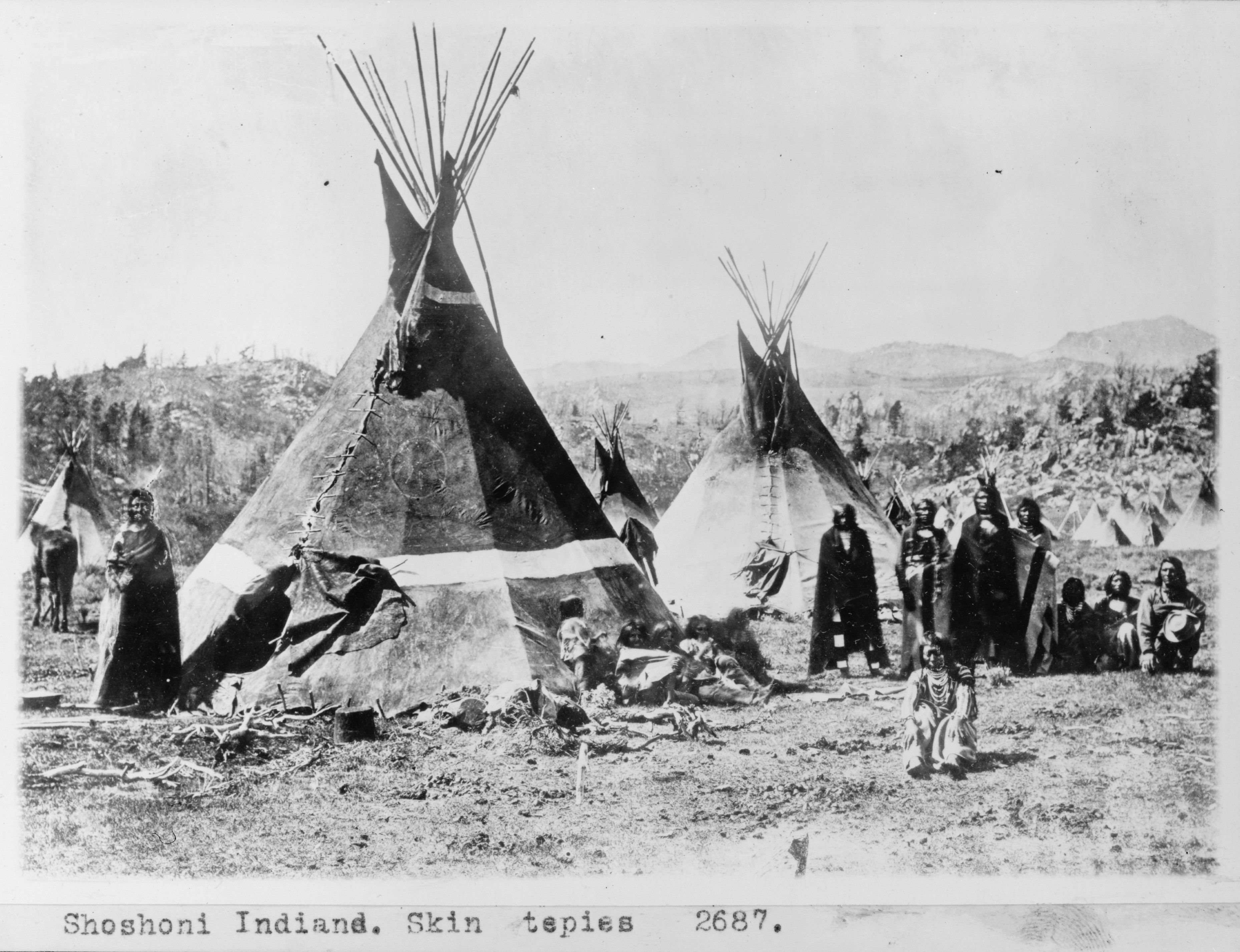
Лагерь шошонов в горах Уинд-Ривер в Вайоминге, фото Перси Джексона, 1870 г.

Некоторые теоретики, отстаивающие «ревизионистскую» критику, подразумевают, что, поскольку «чистые охотники-собиратели» исчезли вскоре после начала колониальных (или даже сельскохозяйственных) контактов, ничего значимого о доисторических охотниках-собирателях нельзя узнать из исследования современных (Kelly, 24-29; см. Wilmsen)
Ли и Гюнтер отвергли большинство аргументов, выдвинутых Уилмсеном. Дорон Шульцинер и другие утверждали, что мы можем многое узнать об образе жизни доисторических охотников-собирателей из исследований современных охотников-собирателей, особенно их впечатляющий уровень эгалитаризма.
Многие охотники-собиратели сознательно манипулируют ландшафтом, вырезая или сжигая нежелательные растения, одновременно поощряя желательные, а некоторые даже идут на подсечно-огневую деятельность, чтобы создать среду обитания для диких животных. Эти виды деятельности имеют совершенно иной масштаб, чем те, которые связаны с сельским хозяйством, но тем не менее они на каком-то уровне являются одомашниванием. Сегодня почти все охотники-собиратели в той или иной степени зависят от одомашненных источников пищи, которые либо производятся неполный рабочий день, либо обмениваются на продукты, добытые в дикой природе.
Некоторые земледельцы также регулярно занимаются охотой и собирательством (например, земледелием в безморозный период и охотой зимой). Третьи, в развитых странах, отправляются на охоту в первую очередь для отдыха. В бразильских тропических лесах те группы, которые недавно полагались или даже продолжают полагаться на методы охоты и собирательства, по-видимому, переняли этот образ жизни, отказавшись от большей части сельского хозяйства, чтобы избежать колониального контроля, и в результате заноса европейских болезней сокращение их населения дошло до уровня, при котором сельское хозяйство стало затруднительным.

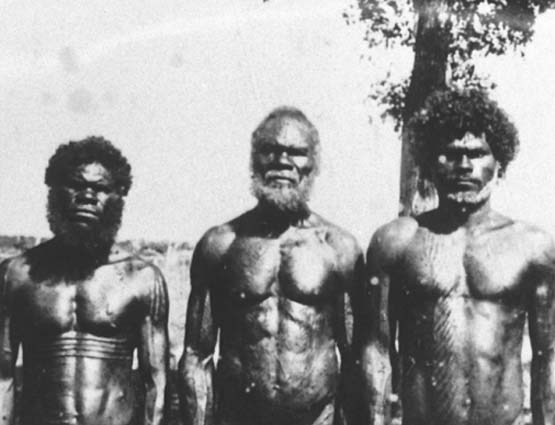
Трое австралийских аборигенов на острове Батерст в 1939 году. Согласно Петерсону (1998), население острова было изолировано на протяжении 6000 лет до 18 века. В 1929 году три четверти населения содержали себя за счет

Тем не менее, есть ряд современных охотников-собирателей, которые после контакта с другими обществами продолжают свой образ жизни с очень небольшим внешним влиянием или с изменениями, которые увековечивают жизнеспособность охоты и собирательства в 21 веке. Одной из таких групп является Pila Nguru (Spinifex people) из Западной Австралии, чья среда обитания в Великой пустыне Виктория оказалась непригодной для европейского сельского хозяйства (и даже скотоводства). Другие — сентинельцы с Андаманских островов в Индийском океане, которые живут на Северном Сентинельском острове и до настоящего времени сохранили свое независимое существование, отражая попытки вступить с ними в контакт. Саванные Yaruro people в Венесуэле также живёт в районе, неблагоприятном для крупномасштабной экономической эксплуатации, и поддерживает свое существование за счет охоты и собирательства, а также выращивания небольшого количества маниока, которое дополняет, но не заменяет зависимость от добываемой пищи.

## Рождаемость и продолжительность жизни
Исторических данных по колебаниям численности и поло-возрастному составу населения в племенах охотников-собирателей немного. Основным фактором, сдерживающим численность населения у охотников-собирателей, была и является продуктивность природных (охотничьих) ресурсов (ёмкость охотничьих угодий). Моделирование показывает, что численность охотников-собирателей испытывает регулярные колебания, связанные с периодическим истощением охотничьих ресурсов. В благоприятные периоды происходил всплеск рождаемости. В периоды голода у женщин австралийских аборигенов, инуитов, индейцев наблюдалось некоторое снижение частоты овуляции. Хотя голод и недоедание не приводили к значительному снижению рождаемости, но дети, рождённые в голодные периоды, были более слабыми, с недостаточным весом, чаще умирали от холода, голода и болезней. У многих племён в частые периоды голода практиковались инфантицид и геронтоцид. Влияния каких-либо табу на половые контакты либо примитивных способов контрацепции, которые ограничивали бы рождаемость, современные исследователи не обнаружили. Ограниченность охотничьих ресурсов приводила к регулярным межплеменным стычкам за охотничьи территории, в которых гибла часть населения. При переходе племён с кочевого на оседлый образ жизни с использованием примитивного неолитического сельского хозяйства рождаемость у женщин возрастала примерно на 17 %, хотя одновременно возрастала заболеваемость и смертность детей от инфекционных болезней и гельминтов, но общая численность населения медленно увеличивалась.
Исследования причин смертей в современных племенах охотников-собирателей, а также на основе археологических и палеодемографических данных, показало, что причиной смерти в 70 % случаев становились инфекционные либо желудочно-кишечные болезни, в 20 % — травмы, увечья, гибель в межплеменных конфликтах, в 9 % — дегенеративные заболевания костно-мышечной системы. Низкая средняя продолжительность жизни охотников-собирателей (не более 30 лет) связана с высокой младенческой и детской смертностью, но у тех, кто дожил до 20 лет, смертность была достаточно низкой, 2/3 из них перешагивали возраст в 40 лет.

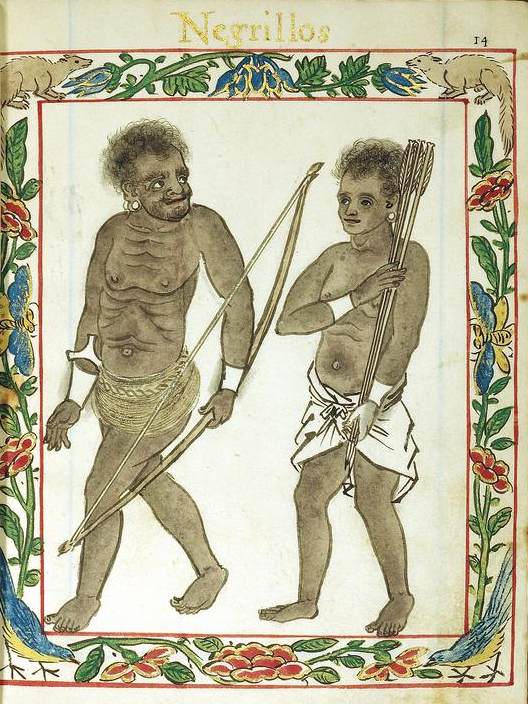
Негритосы (Негритос) на Филиппинах, 1595.

## Современные группы охотников-собирателей
- Аэта
- Ака (пигмеи)
- Андаманцы
- Ангу
- Awá (Brazil)[англ.]
- Batek people[англ.]
- Efé people[англ.]
- Огнеземельцы
- Хадза (народ)
- Индейцы Северо-западного побережья
- Инуиты
- Инупиаты
- Джарава (народ)
- Kawahiva[англ.]
- Maniq people[англ.]
- Mbuti people[англ.]
- Млабри
- Мориори
- Nukak[англ.]
- Онге (народ)
- Пунаны
- Пирахан
- Raute people[англ.]
- Бушмены
- Семанги
- Сентинельцы
- Tjimba people[англ.]
- Yaruro people[англ.]
- Ye'kuana[англ.]
- Юпикские народы

## Общественные движения
- Анархо-примитивизм, стремящийся к упразднению цивилизации и возвращению к жизни в дикой природе.
- Фриганизм предполагает сбор еды (а иногда и других материалов) в контексте городской или пригородной среды.
- Сбор урожая включает в себя сбор продуктов, которые традиционные фермеры оставили на своих полях.
- Палеолитическая диета, которая стремится к диете, подобной диете древних групп охотников-собирателей.

### На английском языке
Книги:
- Hunter-gatherers in history, archaeology and anthropology / Barnard, A. J.. — Berg, 2004. — ISBN 1859738257.
- Bettinger, R. L. Hunter-gatherers: archaeological and evolutionary theory. — Plenum Press, 1991. — ISBN 0306436507.
- Bowles, Samuel. A Cooperative Species: Human Reciprocity and Its Evolution / Samuel Bowles, Herbert Gintis. — Princeton University Press, 2011. — ISBN 978-0691151250. (Reviewed in The Montreal Review)
- Brody, Hugh. The Other Side Of Eden: hunter-gatherers, farmers and the shaping of the world. — North Point Press, 2001. — ISBN 057120502X.
- Why forage?: hunters and gatherers in the twenty-first century. — Santa Fe, Albuquerque : School for Advanced Research Press, University of New Mexico Press, 2016. — ISBN 978-0826356963.
- Man the hunter. — Aldine de Gruyter, 1968. — ISBN 020233032X.
- Meltzer, David J. First peoples in a new world: colonizing ice age America. — Berkeley : University of California, 2009. — ISBN 978-0520250529.
- Forager-traders in South and Southeast Asia: long term histories / Morrison, K. D. ; L. L. Junker. — Cambridge University Press, 2002. — ISBN 0521016363.
- Hunter-gatherers: an interdisciplinary perspective / Panter-Brick, C. ; R. H. Layton ; P. Rowley-Conwy. — Cambridge University Press, 2001. — ISBN 0521776724.
- Turnbull, Colin. The Forest People. — Touchstone, 1987. — ISBN 978-0671640996.

Статьи
- Mudar, Karen; Anderson, Douglas D. (Fall 2007). New evidence for Southeast Asian Pleistocene foraging economies: faunal remains from the early levels of Lang Rongrien rockshelter, Krabi, Thailand (PDF). Asian Perspectives. 46 (2): 298–334. doi:10.1353/asi.2007.0013. hdl:10125/17269. S2CID 56067301. (требуется подписка)
- Nakao, Hisashi; Tamura, Kohei; Arimatsu, Yui; Nakagawa, Tomomi; Matsumoto, Naoko; Matsugi, Takehiko (2016-03-30). Violence in the prehistoric period of Japan: the spatio-temporal pattern of skeletal evidence for violence in the Jomon period. Biology Letters. 12 (3). The Royal Society publishing: 20160028. doi:10.1098/rsbl.2016.0028. PMC 4843228. PMID 27029838. Our results suggest that the mortality due to violence was low and spatio-temporally highly restricted in the Jomon period, which implies that violence including warfare in prehistoric Japan was not common.
- Ember, Carol R. Hunter Gatherers (Foragers). Explaining Human Culture. Human Relations Area Files. — «Most cross-cultural research aims to understand shared traits among hunter-gatherers and how and why they vary. Here we look at the conclusions of cross-cultural studies that ask: What are recent hunter-gatherers generally like? How do they differ from food producers? How and why do hunter-gatherers vary?» Дата обращения: 22 февраля 2018.